# Мангрова пита
Мангрова пита (Pitta megarhyncha) е вид птица от семейство Pittidae. Видът е почти застрашен от изчезване.

## Разпространение
Видът е разпространен в Бангладеш, Индия, Индонезия, Малайзия, Мианмар и Тайланд.